# Rifugio Giovanni e Olinto Marinelli
Il rifugio Giovanni e Olinto Marinelli è un rifugio alpino del Friuli-Venezia Giulia, situato nelle Alpi Carniche, a 2.120 m s.l.m., alle pendici del monte Coglians (forcella Moraret), in posizione panoramica rispetto alla Val Grande e a Timau, all'interno del territorio del comune di Paluzza, in provincia di Udine, non lontano dal confine di stato con l'Austria.

## Storia

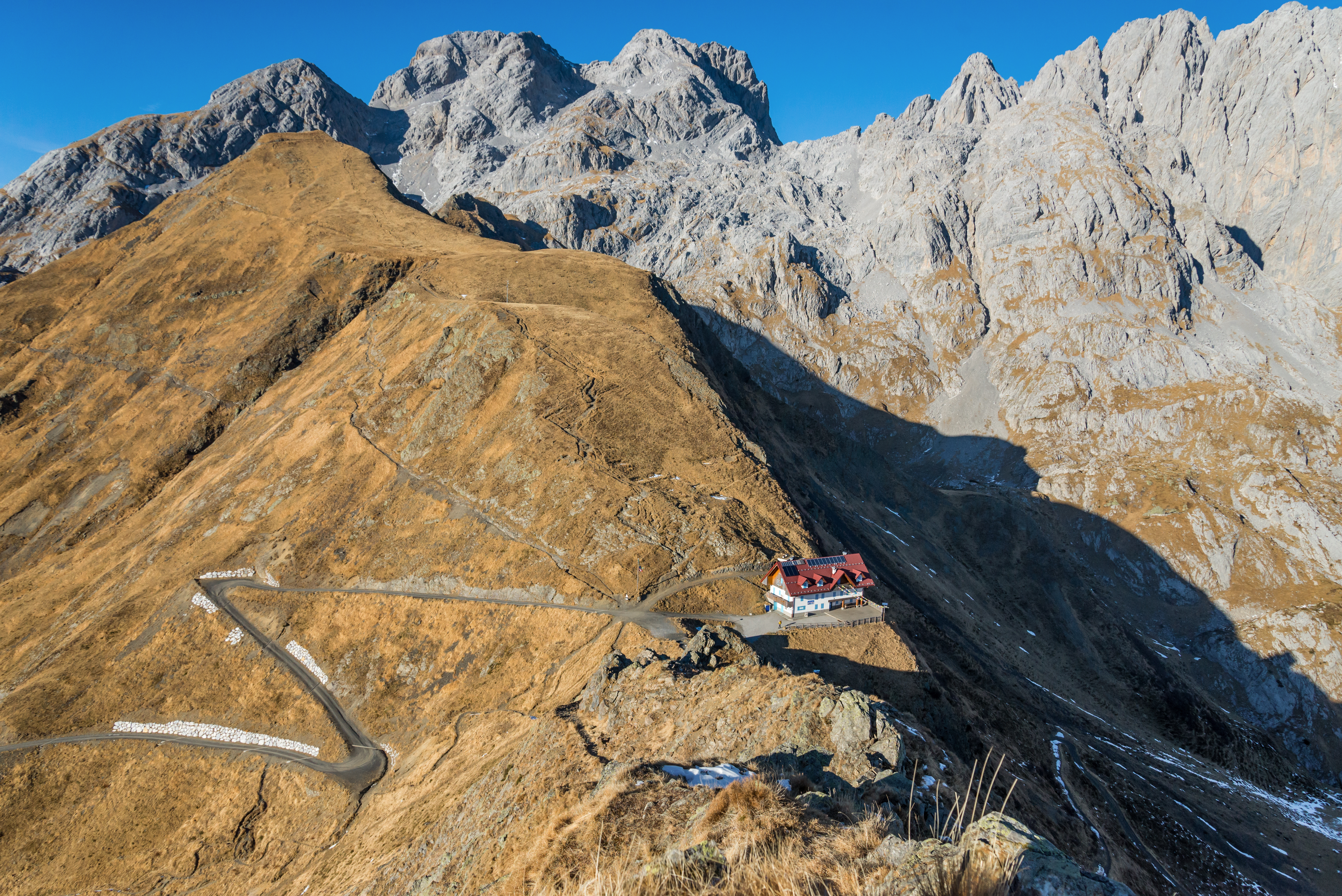
Vista del Rifugio presso la forcella Moraret

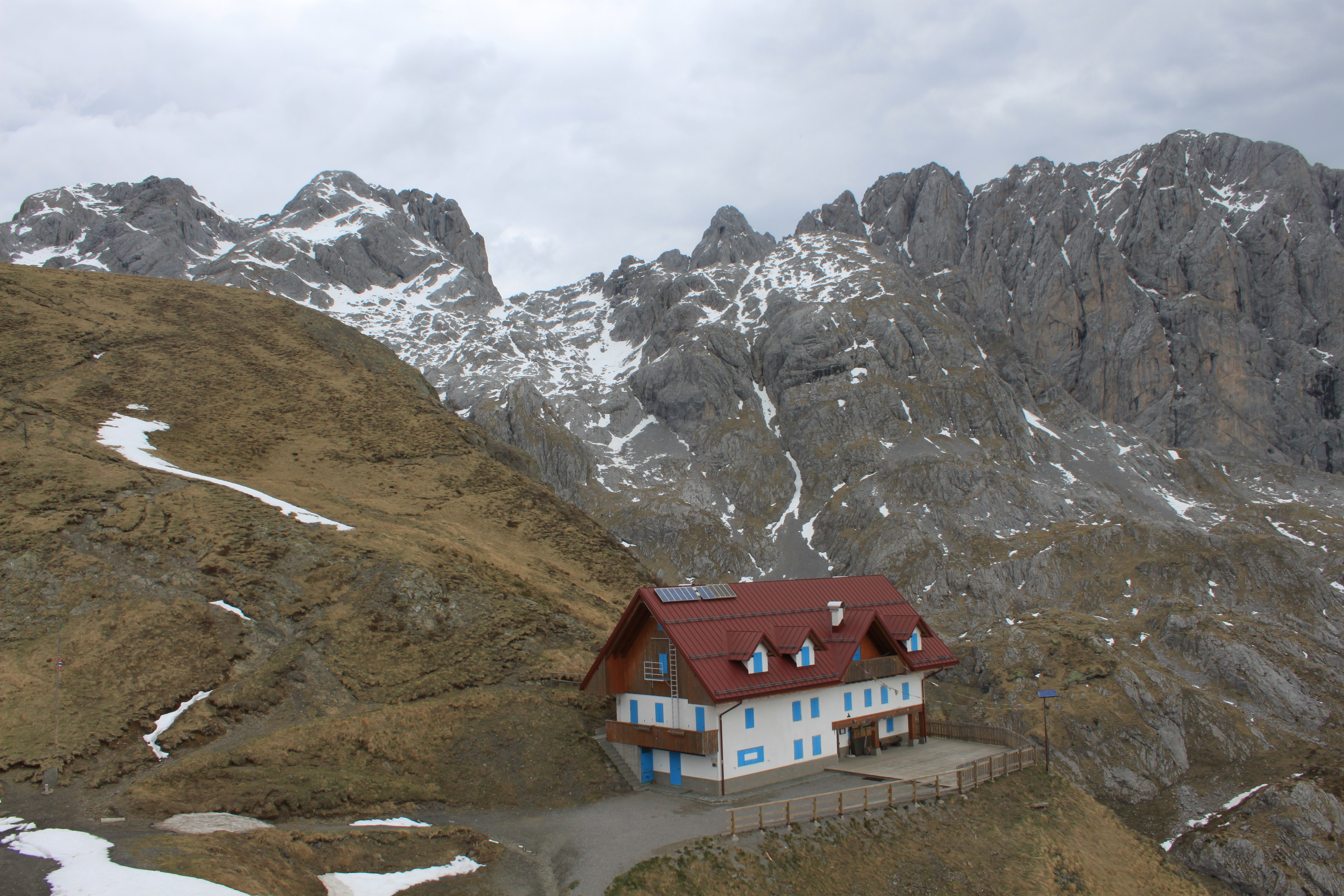
Il Rifugio e il Coglians alle spalle

Costruito nel 1901, modificato e ampliato più volte, venne dedicato a Giovanni Marinelli, geografo e primo presidente della Società Alpina Friulana, e al figlio Olinto, anch'egli presidente della SAF. 
La prima struttura era un fabbricato in muratura lungo 9 m e mezzo largo 5 m e offriva posto per 12 alpinisti più le guide. A soli 13 anni dall'inaugurazione, con lo scoppio della prima guerra mondiale l'attività del rifugio subisce la sua prima interruzione dal 1914 al 1922. Nel 1927 muore Olinto Marinelli, presidente della Società Alpina Friulana: nella successiva assemblea della SAF viene deliberato che la somma raccolta per onorare la di lui memoria venga destinata all'ampliamento del ricovero Marinelli, e che la denominazione venga modificata in "Ricovero Giovanni Marinelli e Olinto Marinelli" per perpetuare il ricordo della feconda opera cinquantennale di propaganda alpinistica.
Nel 1927 il ricovero viene ampliato: i lavori consistono nell'aggiunta dell'ala sinistra, per avere un soggiorno separato dalla cucina, e di una stanza in più come dormitorio; viene inaugurato il 2 settembre 1928. Con l'avvicinarsi del nuovo periodo bellico e l'inevitabile partenza di gran parte della gioventù per i vari fronti, il turismo e l'escursionismo diventano un lusso che solo pochi potevano permettersi e per il ricovero comincia un nuovo periodo buio. Nel secondo dopoguerra finalmente la forcella Moraret, il rifugio Marinelli, il passo Volaia e il sentiero Spinotti diventano mete tipiche dell'escursionismo udinese, offrendo alloggio con 25 cuccette e 7 letti a castello.
Ulteriori lavori di restauro vengono fatti nel 1974: la costruzione subisce una profonda modifica strutturale e viene costruito il tetto a un solo spiovente al posto del precedente tetto a due spioventi tipico delle case montane. Nel 1985, per adeguare ulteriormente il rifugio alle necessità di un turismo di passaggio piuttosto che di soggiorno alpino, la cucina viene spostata per dare maggiore spazio al bancone del bar.
La ristrutturazione più recente risale al 2001 e ha portato alla realizzazione di una struttura con 50 posti letto ed un'ampia terrazza con una magnifica vista panoramica.

## Descrizione
L'edificio è in muratura e a 3 piani. 

### Accessi
- Pur essendo nel territorio del comune di Paluzza il rifugio è facilmente raggiungibile dal versante del comune di Forni Avoltri attraverso una comoda strada asfaltata che dalla frazione di Collina porta al rifugio Tolazzi con ampio parcheggio, da lì proseguendo sulla strada sterrata si raggiunge il rifugio Marinelli in circa 2 ore di cammino.
- Dal versante di Paluzza una volta superato l'abitato di Timau prima di giungere al passo di Monte Croce Carnico si lascia la statale e si prosegue su di una strada sterrata per circa 2 ore e mezza.
- Dal rifugio Chiadinas, situato sulla Panoramica delle Vette (magnifica carrozzabile in quota, accessibile dall'abitato di Tualis o da Ravascletto), attraverso la vetta del monte Crostis, Forcella Plumbs e il Monte Floriz, in circa 2 ore e mezza.
- Dal rifugio Lambertenghi-Romanin al passo Volaia attraverso il sentiero attrezzato Spinotti (escursionisti esperti), in circa 1 ora.

## Ascensioni
- al monte Coglians (2.780 m), per la via comune italiana (ore 2, EE)
- alla Creta delle Chianevate (2.769 m), lungo il sentiero 711 con passaggi di I e II grado
- al monte Cima di Mezzo (2.713 m), (ore 2 EE)
- al monte Pilastro del Coglians (2.750 m) (ore 2,15 EE)

## Galleria d'immagini

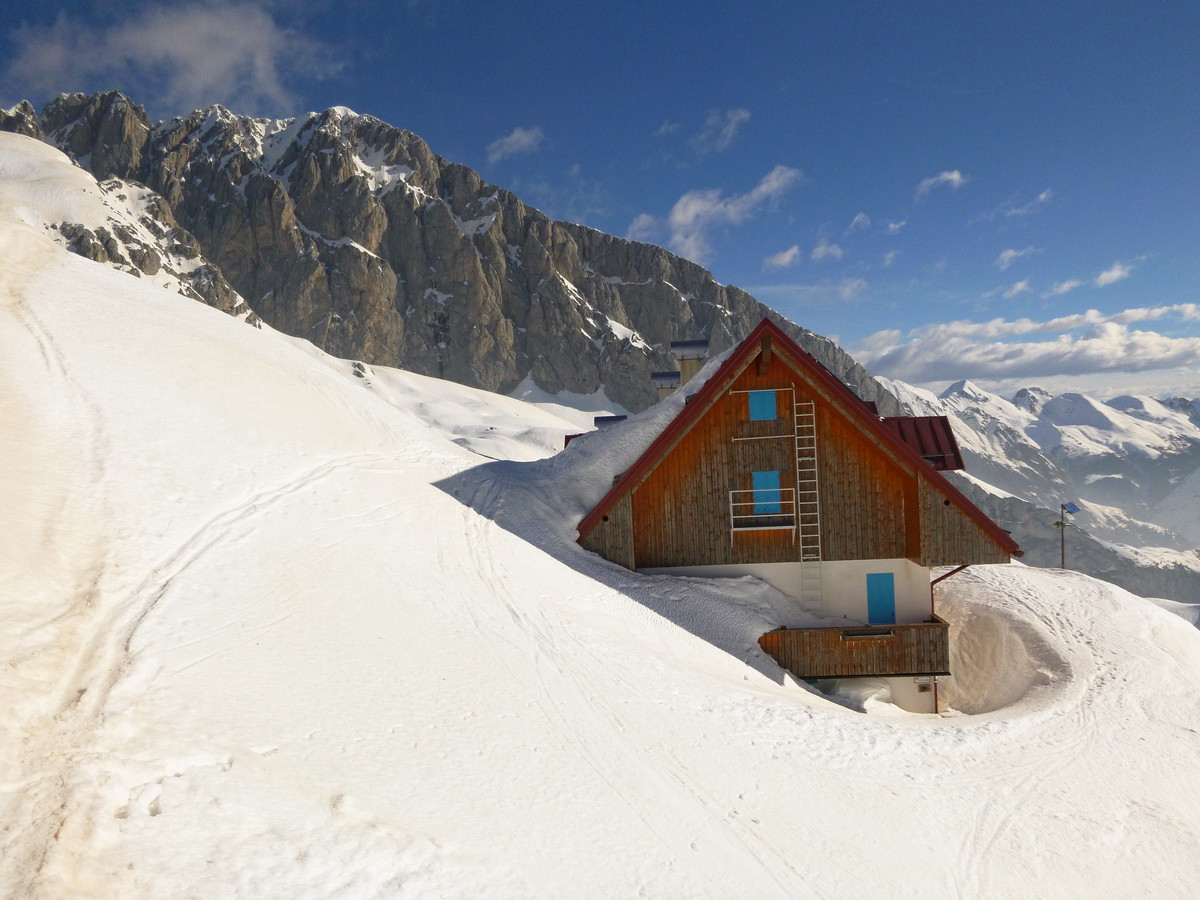
Il rifugio d'inverno
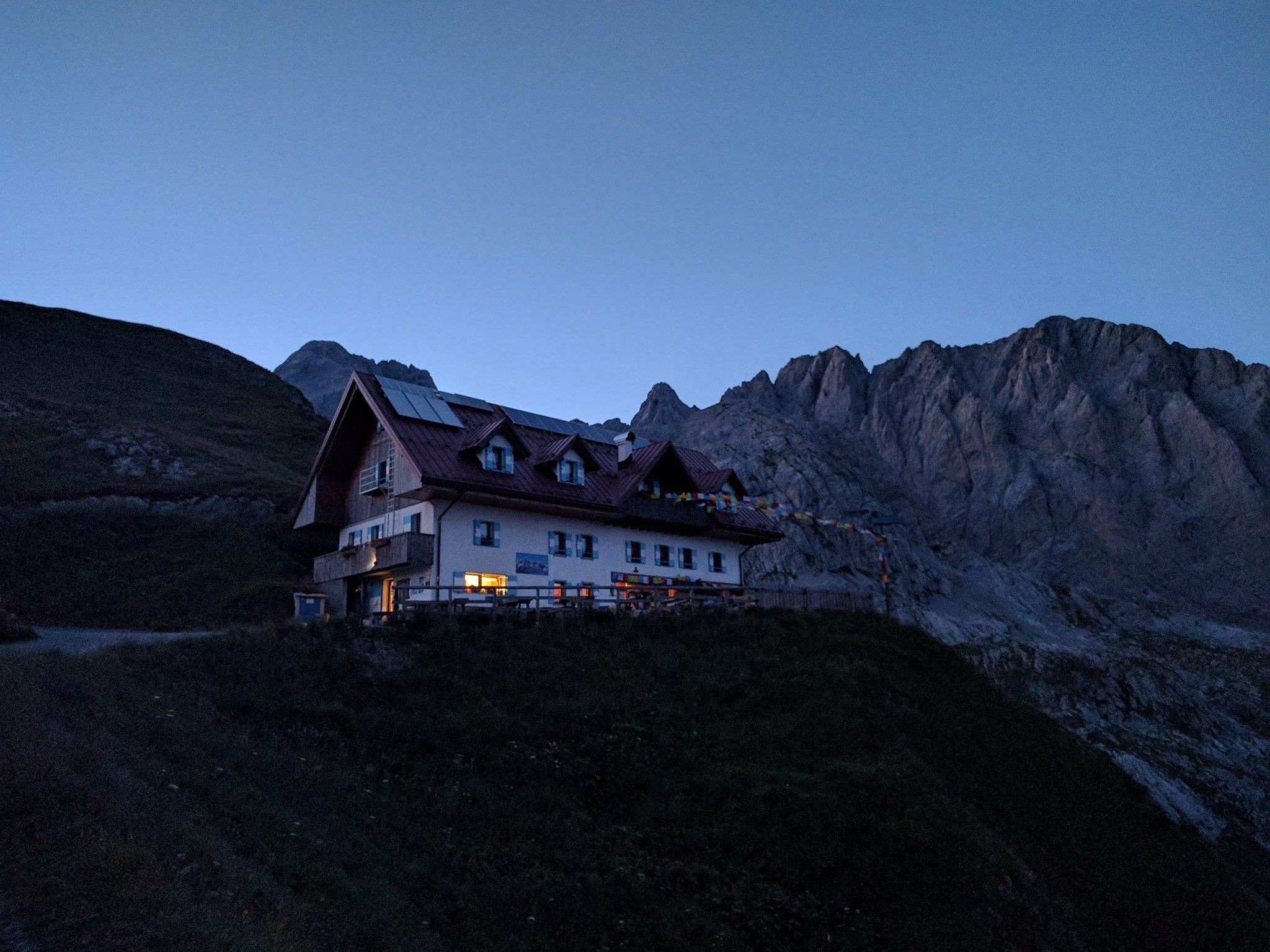
Il rifugio al tramonto